# Hôtel Lüling-Dollfu
L' Hôtel Lüling-Dollfu est un hôtel particulier, situé au no 5 de la Rue Piper à Reims. Cet  hôtel particulier  a été construit pour le docteur Auguste Lüling (1859-1950), négociant en vins de Champagne.

## Histoire
L' Hôtel Lüling-Dollfu est un hôtel particulier, situé au no 5 de la rue piper à Reims. Cet  hôtel particulier  a été construit pour le docteur Auguste Lüling fils (1859-1950), négociant en vins de Champagne, et son épouse Salomé Dollfus (1860-1895), petite-fille du baron Haussmann. 

## Architecture
Cet hôtel, de style Néo-classicisme, a été construit entre cour et jardin, par l’architecte Édouard Lamy de 1881 à 1884. Le bâtiment principal est en brique et pierre et les bâtiments des communs accolés sont en arc de cercle dit en « hémicycle ». Sur le bâtiment principal, on peut voir le monogramme LD, pour Dollfu/Lüling, sur le fronton de la lucarne centrale et les tirants des cheminées. L’accès au parc, situé à l’arrière, se fait sous un arc en pierre surmonté de Balustre,.